# Communauté de communes de Montfort-en-Chalosse
La communauté de communes de Montfort-en-Chalosse est une ancienne communauté de communes française, située dans le département des Landes et la région Nouvelle-Aquitaine.

## Historique
Elle a été créée le 27 décembre 1996 pour une prise d'effet au 31 décembre 1996.
Elle fusionne avec la communauté de communes du Canton de Mugron pour former la communauté de communes Terres de Chalosse au 1er janvier 2017.

## Composition
Elle est composée des 21 communes du canton de Montfort-en-Chalosse :
| Nom                          | Code Insee | Gentilé         | Superficie (km2) | Population (dernière pop. légale) | Densité (hab./km2) |
| ---------------------------- | ---------- | --------------- | ---------------- | --------------------------------- | ------------------ |
| Montfort-en-Chalosse (siège) | 40194      | Montfortois     | 11,57            | 1 181 (2014)                      | 102                |
| Cassen                       | 40068      | Cassenois       | 5,97             | 572 (2014)                        | 96                 |
| Clermont                     | 40084      | Clermontois     | 15,02            | 786 (2014)                        | 52                 |
| Gamarde-les-Bains            | 40104      | Gamardais       | 18,95            | 1 184 (2014)                      | 62                 |
| Garrey                       | 40106      | Garreyois       | 4,93             | 191 (2014)                        | 39                 |
| Gibret                       | 40112      | Gibrétois       | 2,58             | 105 (2014)                        | 41                 |
| Goos                         | 40113      | Goossois        | 10,49            | 530 (2014)                        | 51                 |
| Gousse                       | 40115      | Goussois        | 4,09             | 312 (2014)                        | 76                 |
| Hinx                         | 40126      | Hinxois         | 15,51            | 1 874 (2014)                      | 121                |
| Louer                        | 40159      | Louérois        | 2,85             | 300 (2014)                        | 105                |
| Lourquen                     | 40160      | Lourquennois    | 5,90             | 178 (2014)                        | 30                 |
| Nousse                       | 40205      | Noussois        | 3,87             | 244 (2014)                        | 63                 |
| Onard                        | 40208      | Onardais        | 6,15             | 377 (2014)                        | 61                 |
| Ozourt                       | 40216      | Ozourtois       | 3,97             | 205 (2014)                        | 52                 |
| Poyanne                      | 40235      | Poyannais       | 10,72            | 666 (2014)                        | 62                 |
| Poyartin                     | 40236      | Poyartinois     | 13,04            | 831 (2014)                        | 64                 |
| Préchacq-les-Bains           | 40237      | Préchacquois    | 8,63             | 676 (2014)                        | 78                 |
| Saint-Geours-d'Auribat       | 40260      | Saint-Geournais | 5,47             | 390 (2014)                        | 71                 |
| Saint-Jean-de-Lier           | 40263      | Liérois         | 8,15             | 414 (2014)                        | 51                 |
| Sort-en-Chalosse             | 40308      | Sortois         | 15,39            | 934 (2014)                        | 61                 |
| Vicq-d'Auribat               | 40324      | Vicquois        | 4,20             | 266 (2014)                        | 63                 |

## Démographie
| 2007   | 2012   |
| ------ | ------ |
| 10 610 | 12 044 |

## Administration
| Période                                  | Période    | Identité            | Étiquette | Qualité                                                                                                  |
| ---------------------------------------- | ---------- | ------------------- | --------- | --- |
|                                          |            |                     |           | |
|                                          | avril 2014 | Élisabeth Servières | PS        | Conseillère générale du canton de Montfort-en-Chalosse (1996-2015) Maire de Sort-en-Chalosse (1989-2014) |
| avril 2014                               | En cours   | Vincent Lagrola     | PS        | Maire de Goos depuis 1984                                                                                |
| Les données manquantes sont à compléter. |            |                     |           | |